# 코라의 전설
《코라의 전설》(The Legend of Korra)은 미국의 텔레비전 애니메이션이다. 《아바타: 아앙의 전설》의 후속작으로, 아바타 아앙이 불의제왕을 물리치고 70년후의 이야기를 다룬다. 2012년 4월 14일부터 6월 23일까지 시즌 1을 모두 방영했으며, 다음 해인 2013년에 코라의 전설 시즌 2 (영혼-Spirits)가 방영도 방영을 마쳤다. 그리하여 2014년에 코라의 전설 시즌 3 (변화-change)도 방영. 또한 같은 해인 코라의 전설 시즌 4 (균형-Balance)도 방영. 총 52화가 되었다. 2012년 10월에 국내 방영되었다. 아앙의 전설과는 달리 시즌 1의 내용이 시즌 2로 이어지는 것이 아니라 시즌 1과 시즌 2의 내용의 주제나 적 등이 다르다.

## 코라의 전설 시즌 1-(공기-Air)
메인 악역:아몬과 평등주의자들
아앙이 죽은 후 세계는 극적으로 변화하고, 새로운 아바타 코라의 등장으로 이야기가 시작된다. 강한 성격을 가진 물의 부족 출신 아바타, 코라는 모든 벤딩 기술을 마스터하고 마지막 요소인 에어밴딩을 배우기 위해 공화국 시로 떠난다. 모든 나라의 벤더들이 공존하여 4개 국가의 통일을 상징하는 곳. 아앙과 주코가 세운 이 도시는 활기 넘치고 번창한 곳이지만 가진 자들의 횡포 또한 넘쳐난다. 이에 코라는 그 불합리함에 저항하기 시작하고 이 과정에서 곧 모든 벤더들을 없애려는 비밀세력들이 존재함을 알게 된다. 강력한 벤딩과 뛰어난 지혜를 가진 코라. 과연 밴더와 비벤더의 갈등을 없애고 평화롭고 조화로운 세계를 만들 수 있을까?

## 코라의 전설 시즌 2-(영혼-Spirits)
메인 악역:우나락과 바투
평화가 찾아온 공화국 도시, 그러나 코라의 삼촌 우나락의 꾐에 빠져 아바타 코라는 영혼계의 문을 열어버리고 맙니다. 우나락은 어둠의 정령 바투를 이용해 물의 부족을 통합시키려는 음흉한 계획을 가지고 있었는데. 아바타 코라는 과연 다시 영혼계의 문을 닫고 우나락을 이길 수 있을까요? 시즌 2는 스튜디오 미르와 스튜디오 피에로가 공동으로 제작했다. 결과는 엄청난 작붕. 심지어 스토리도 코라의 전설 4개 시즌 중 최악이었다. 결국 4개의 시즌 중 최악의 스토리와 작화를 가진 시즌이 되어버렸다. 다행히도 시즌 3와 시즌 4가 이 사태를 수습해주었다.

## 코라의 전설 시즌 3-(변화-Change)
메인 악역:홍련단원들(자히르, 가잔, 플리, 밍화)
시즌 2에서 코라가 우나바투에게서 공화국 도시를 구하고 2주가 지났다. 조화의 집중 이후 새로운 에어밴더들이 생겨나고있다는 소식이 들려온다. 코라와 텐진, 그리고 팀 아바타는 에어밴더들을 모아 공기의 유목민을 재건하기 위해 흙의 왕국으로 떠난다. 한편, 조화의 집중 이후 에어밴더가 된 사람 중 하나인 자히르는 감옥에서 탈출해 동료들을 빼내고, 자히르와 동료들은 무정부주의라는 자신들의 이념을 방해할 아바타를 죽이기로 하고 코라를 쫓기 시작하는데...

## 코라의 전설 시즌 4-(균형-Balance)
메인 악역:쿠비라
시즌 3의 3년 후. 코라는 자히르에게 공격받은 것에 대한 트라우마를 이기지 못하고 방황하고있다. 흙의 여왕이 죽은 이후 흙의 왕국은 혼란에 빠지고, 자오푸의 경비대장이었던 쿠비라가 흙의 왕국을 통일하면서 그 사태를 수습한다. 그러나 쿠비라는 흙의 왕의 대관식 날, 반란을 일으키고 흙의 제국을 만든다. 쿠비라는 흙의 제국의 강함을 알리고 옛날 흙의 왕국 영토였던 공화국 도시를 다시 찾기위해 공화국 도시에 전쟁을 선포하는데...

## 등장인물
등장인물 소개에 스포일러가 있을 수 있습니다.
각 인물들의 나이는 미국 기준이며 때문에 한국 나이로 보실시 1살 더 더하셔야 합니다.
- 코라(Korra)

17세(20세)/여
아바타
한국 성우 - 김율 북미 성우 - 자넷 바니
남쪽 물의 부족 출신으로 자신감이 넘치고 다소 고집이 센 17세 사춘기 소녀. 벤딩능력을 빼앗기고 전대 아바타와의 연결이 끊어지고 수은까지 주입되고 후에 정신적 트라우마까지 시달리는 엄청난 수난을 겪는다.
아바타가 되기 위해 에어 밴더인 텐진의 가르침을 받게 되지만 둘은 서로 상반되는 성격 때문에 갈등을 빚기도 한다.
자신이 아바타라는 사실을 은근히 즐긴다.
프로 밴딩팀인 파이어 페릿의 주장인 마코를 좋아하지만 마코와 아사미의 관계를 존중해준다. 후에 마코와 사귀게 되나 시즌 2에서 헤어진다.
시즌 1에서는 자신감이 넘치는 활발한 사춘기 소녀의 모습으로 등장, 에어밴딩을 배우러 공화국 시로 간다. 2화에서는 파이어 페릿츠 팀의 워터밴더 포지션의 프로밴더가 된다. 3화에서 평등주의자 조직과 그 수장인 아몬에 대해서 알게되고 아몬이 벤딩을 빼앗을 수 있다는 사실을 알자 그때부터 아몬에 대한 두려움에 시달린다.
아몬이 공화국 도시를 점령하자 아이로 장군과 협력해 도시를 되찾으려고 하지만 히로시 사토가 발명한 비행기로 인해 실패. 그 후로 평등주의자인척 하며 숨어있게된다. 공기의 사원 섬에 갖혀있는 탈록에게서 아몬의 비밀을 듣고 평등주의자 집회에서 그 사실을 밝힌다. 그러나 사람들이 믿지 않아 도망치다 아몬에게 밴딩을 빼앗기게 된다. 그러자 끝까지 안되던 에어밴딩이 되고 그것으로 아몬을 이긴다. 그러나 나머지 세개의 밴딩은 되찾지 못하고 영영 에어밴더로 살아야 할 뻔 하다 아앙이 에너지 밴딩으로 4개의 밴딩능력을 모두 주었고 코라는 아바타 상태까지 마음대로 할 수 있게 된다.
시즌 2에서 어둠의 정령 바투와 우나락이 빛의 정령 라바를 공격한 것이 원인이 되어 전대 아바타들과의 연결이 끊기고 아바타 순환이 끝나는가 싶었지만 라바의 귀환으로 순환은 코라를 시작으로 재시작한다. 또한 아바타 완과 달리 남쪽과 북쪽의 영혼포탈을 열어두어 세계가 영혼과 인간들이 함께 사는 새로운 시대로 접어들게 한다.
시즌 3에서는 조화의 집중 이후 생긴 새로운 에어밴더들을 모으러 흙의 왕국으로 떠났다. 자히르의 습격을 받고 몸에 수은까지 주입된다. 그러자 스스로를 보호하기 위해 자동으로 아바타 상태가 되고 결국 자히르를 잡나 싶었으나 독의 효과로 실패하게 된다. 자히르는 에어밴딩으로 코라를 질식사시키려하지만 에어밴더들이 이를 막고 코라는 독때문에 하체마비 상태가 되며 자히르에 대한 트라우마에 시달리게 된다.
시즌 4부터는 자히르의 공격으로 받은 충격으로 떠돌이 생활을 시작한다. 이후
텐진의 아이들의 노력으로 공화국 시로 돌아오지만 떠돌이 생활부터 시작한 단발 헤어스타일은 변하지 않는다.
쿠비라를 물리친 후 아사미와 영혼세계로 여행을 떠나게 된다. 만화에서는 이 장면이 그냥 친한친구끼리 떠나는 여행처럼 보이지만 사실은 코라와 아사미가 친한친구 이상의 관계를 맺었다고 한다.(코라와 아사미가 영혼 포탈에서 손을 맞잡은 모습이 베릭과 주 리의 결혼식을 연상시킨다고...)
- 텐진(Tenzin)

40(43세)/남
에어 밴더
한국 성우 - 설영범 북미 성우 - JK 시몬스
아앙과 카타라 부부의 막내아들.
전통을 중시하고 보수적이며 침착한 성격이다.
뛰어난 에어밴더 마스터로 성격급하고 늘 도전적인 코라를 가르치기 위해 부단한 노력을 기울인다. 코라의 정신적 멘토.
공기의 사원 섬에서 산다.
스스로가 자신의 아버지만큼 뛰어나야 한다고 생각하고 있었으나, 영혼계에서 깨달음을 얻게된다. 시즌 3에서 조화의 집중으로 생겨난 에어밴더들을 이끈다.
딸 2명, 아들 2명이 있다.
- 마코(Mako)

18세(21세)/남
파이어 밴더 썬더 밴더
한국 성우 - 장민혁 북미 성우 - 데이비드 포스티노
큰 키에 핸섬한 파이어벤더.
9살 때 부모를 모두 여의고 동생인 '볼린'을 돌보며 살아왔다.
어릴 때부터 가장 역할을 한 탓인지 책임감이 강하고 나이에 비해 어른스럽다.
프로 벤더로서 뛰어난 기량을 갖추고 있다. 파이어 페릿츠 팀의 리더로 활동했었으나 후에 은퇴.
프로 벤더 은퇴 후 경찰로 활동 중. 아마 린 베이퐁 청장의 신뢰를 받아 그렇게 된 듯 싶다.
코라와 아사미 사이에서 누구를 선택할지 많이 갈등하였다, 아사미와 사귀다가 코라와 사귀고, 다시 코라랑 헤어지고 아사미랑 잘 지내보려 했으나 아사미까지 떨어졌다.
썬더 벤딩 능력자.
└뛰어난 어장관리 능력으로 인해 현재 최악캐 1위를 달리고 있으며 몇몇 화난 시청자들은 화를 금치 못하여 북미 마코 성우 데이비드 파스티노를 SNS 등으로 인신 공격한 것으로 유명하다. 시간에 지남에 따라 시즌 2 에서는 개과천선 할 것이라는 희망이 있어 마코라 극렬분자들의 수는 감소 하였었지만... 코라랑 사이 안 좋아지고 아사미랑 놀다가 결국 아사미랑도 코라랑도 헤어지게 되버리자 욕 바가지로 먹고 명불허전 못 될 놈으로 떨어졌다.
- 볼린(Bolin)

16세(19세)/남
어스 밴더 라바 벤더
한국 성우 - 신용우 북미 성우 - P.J.번
자신을 늘 돌봐주는 형으로 인해 어리광도 부리고 철이 좀 없을 때도 있지만 근본적으로 낙천적이고 밝은 성격에 유머러스하고 열정적이다. 아앙의 전설 소카와 비슷한 존재.
코라를 좋아했었다, 그러나 마코와 코라가 키스하는 것을 보고 그 마음을 닫게된다. 에스카가 자신에게 집착하는 것을 싫어했으나, 나중에 마음을 열었었지만 에스카가 집으로 돌아가 버렸다. 후에 시즌 3부터 수 베이퐁의 딸인 에어밴더 오팔과 사귀고 있다.
형과 함께 프로벤더로 활약하고 있다. 파이어 페릿츠 팀의 어스밴더 선수. 아쉽게도 메탈밴딩은 하지 못한다. 하지만 시즌 3 12화 이후로는 메탈벤딩 대신 라바벤딩을 습득한다.
- 아사미(Asami Sato)

18세(21세)/여
비 밴더
한국 성우 - 정혜원 북미 성우 - 세이첼 가브리엘
풀 네임은 아사미 사토. 사토모빌(극중 자동차)의 개발자인 사토 히로시의 무남독녀이다.
얼굴이 예쁘고 성격도 좋다.
7살때 파이어벤더 집단인 아그니카이단원에게 어머니가 살해당하고 아버지와 함께 살아왔다. 그 이후 스스로 자신을 지켜야 한다고 생각하여 무술을 배웠다.
기계를 다루는 솜씨가 수준급이며 평등주의자인 아버지와 갈등하게 된다.
파이어 페릿츠의 열성 팬이며 마코를 좋아한다.
베릭에게 속았지만 후에 베릭을 감옥에 넣어버린다.
- 아이로(Iroh)

남
파이어 밴더 썬더 밴더
한국 성우 - 위훈 북미 성우 - 단테 바스코
주코의 손자이며 연합군의 장군이다.
이름을 보면 아앙의 전설의 주코의 삼촌인 '아이로'에서 따온 듯 하다.
극중에서 목소리는 주코의 목소리와 같다.
└ 시즌 2에서도 아주 잠깐 나왔었지만 그때의 모습은... 작붕...
여담으로 시즌 1에서 평등주의자들의 비행기를 쫓아갈 때 손과 발에서 불을 뿜는 모습이 아이언맨을 닮았다고 해서 시청자들이 아이로 맨(Iroh man)이라는 별명을 붙여주었다.
- 파부(Pabu)

수컷
불족제비
성우 - 디 브래들리 베이커
공화국 도시에서 볼린과 마코형제가 얻는 불족제비. 뱀에게 먹힐뻔 한 파부를 볼린이 구해준 후 항상 데리고 다닌다고 한다. 민첩성과 날카로운 이빨을 가진 볼린의 범죄 파트너. 항상 가지 말았어야 할 곳에 들어가 장난을 친다. 여담이지만 한국어의 '바보'라는 말에서 따왔다고 한다.
중국의 너구리판다를 모델로 하였다.
- 나가(Naga)

암컷
북극곰개
성우 - 디 브래들리 베이커
본래 북극곰개는 길들이기 불가능할 정도로 북극에서 제일 사납고 힘이 쎈 동물로 유명하였다.
하지만 코라가 나가를 길들이는데 성공함으로써 현재 최초로 길들여진 북극곰개는 나가뿐이다. 또한 최초의 조련사도 코라가 유일하다.
북극곰개의 앞발의 힘은 쇠를 부러뜨릴 정도로 강하며 턱힘또한 메카 탱크 3대를 넘어뜨릴 정도이다.
코라의 동물수호신인 나가는 역대 아바타들의 동물수호신과는 달리 유일한 날지 못하고 암컷이다.
- 린 베이퐁(Lin Beifong)

40세(43세)/여
어스 밴더, 메탈 밴더
한국 성우 - 양정화 북미 성우 - 민디 스테어링
토프의 딸로, 어스밴더이자 메탈밴더이다. 토프의 뒤를 이어서 공화국 도시의 경찰청장을 담당하고 있다. 한때 텐진과 커플이었었다. 시즌 1 1화에서부터 코라에게 엄청나게 까칠한 모습을 보여주다 6화에서 함께 평등주의자들과 싸우고 나서부터 조금 친해진듯한 모습을 보인다. 어머니인 토프와 마찬가지로 발을 이용해 지형을 볼 수 있다.
시즌 1 에피소드 10화에서 평등주의자들의 비행선을 찢음으로써 에어벤더들이 도망칠 수 있도록 해주었다. 결국 아몬에게 벤딩을 빼앗기지만 아앙에게 에너지 밴딩을 배운 코라가 다시 회복시켜준다. 이후에도 계속 아바타의 히로인으로써 도움을 준다.
시즌 3에서 '수인 베이퐁'이라는 여동생이 있다는 것이 밝혀졌다. 수와는 어릴적 일때문에 사이가 좋지않았으나 화해하고 사이좋은 자매관계로 발전한다.
또한 시즌 4에서 린 베이퐁의 아버지는 '칸토'라는 남자로 밝혀졌다. 토프의 말로는 별로 좋은남자는 아니었다고...
- 수 인 베이퐁(Su Yin Beifong)

여, 어스밴더, 메탈밴더, 자오푸의 지도자
린 베이퐁의 여동생으로 어릴때는 공화국 도시에서 사고만치고 다녔다. 린 베이퐁의 얼굴에 난 상처도 수의 잘못으로 난것. 결국 어머니 토프가 사고친 기록들을 덮어주고 공화국 도시를 떠나게 한다. 그후 전 세계를 떠돌다 건축가 남편 바타르를 만나고 흙의 왕국에 자오푸라는 도시를 세운다. 자식으로는 아들 바타르 주니어, 후안, 쌍둥이 형제 윙과 웨이, 딸 오팔이 있다. 바타르 주니어는 비밴더로 바타르와 건축가 일을 한다. 후안은 어스밴더이자 메탈밴더로 예술가 일을 한다. 윙과 웨이도 어스밴더이자 메탈밴더이다. 오팔은 원래는 비밴더였으나 조화의 집중 이후로 에어밴더가 된다.
- 토프 베이퐁(Toph Beifong)

여, 어스벤더, 메탈밴더
전작 아앙의 전설의 캐릭터 중 한명으로 코라의 전설에서는 공화국 도시 첫번째 경찰청장이었다. 자식으로는 린과 수를 데리고 있다. 어릴적 엄격한 부모님 밑에서 자란것에 대한 트라우마 때문에 자식들에게는 최대한의 자유를 주었다. 그로인해 결국 린과 수가 어머니의 관심을 받기 위해 경쟁했고 린은 경찰이 되었으며 수는 친구들과 사고만 치고 다녔다. 결국 수가 크게 사고를 치자 그 기록을 은폐하고 공화국 도시를 떠나게 했고 그로 인한 죄책감으로 얼마 지나지 않아 경찰청장 자리에서 은퇴한다. 은퇴 후에는 수가 세운 자오푸를 몇번 방문했다가 행방이 묘연해진다. 시즌 4에서 흙의 왕국의 숲에 살고있다는 것이 밝혀졌고 코라가 트라우마를 극복하는데 도움을 준다. 어렸을때나 늙었을때나 괴팍하고 아바타 괴롭히기 좋아하는 것은 여전하다.
- 페마(Pema)

35세(38)/여
비 밴더
한국 성우 - 김영은 북미 성우 - 마리아 뱀폴드
더빙판에서는 이름이 피마로 바뀌었다. 텐진의 아내로, 비밴더이다. 텐진과 자식들과 함께 공기의 사원 섬에서 살며 에어밴더 아이 3명과 10화에서 1명의 아이를 더 낳았지만 막내(로한)은 벤더인지 아닌지 에피소드에서 밝혀지지 않았다.
- 지노라(Jinora)

10세(13세)/여
에어 밴더
북미 성우 - 키에넌 시프카
에어밴더로, 텐진과 페마의 첫 번째 딸.
성숙하고 조용하다.
아앙 일행들의 모험담 중 주코의 어머니가 어떻게 됐는지의 이야기를 가장 궁금해 한다.
영혼계와 연결되어있다. 그것을 이용해 코라를 돕는다.
코라를 자히르에게서 구한후 능력을 인정받아 에어벤더 마스터로 인정됨.
- 카이(Kai)

남자 에어밴더
흙의 왕국 출신으로 고아이다. 시즌 2에서 발생한 조화의 집중으로 에어밴딩 능력을 터득했다. 코라와 일행이 새로 탄생한 에어밴더들을 설득해 공기의 유목민 부족을 재건하려는 캠페인의 첫 참여자이다. 이후 시즌 3에서는 계속 말썽을 피우다가 마코의 노력으로 개과천선 한 것으로 보인다. 지노라와 러브라인이 형성되어 있으며 시즌 4에서는 아바타 코라의 재활 기간동안 세계 평화를 유지하는 공기의 유목민들의 노력에 함께한다.
- 이키(Ikki)

7세(10세)/여
에어 밴더
북미 성우 - 로즈 번즈
역시 에어밴더다. 텐진과 페마의 두 번째 딸로, 언니인 지노라와 달리 말을 많이 하고 활발하다.
- 밀로(Meelo)

5세(8세)/남
에어 밴더
북미 성우 - 로잔 웰스
에어밴더. 텐진과 페마의 첫 번째 아들. 엉뚱하고 재미있으며 괴짜같은 캐릭터. 그림실력이 상당하다.
- 로한(Rohan)

0세(3세)남
시즌 1 1화에서 카타라의 말을 근거로 에어벤더로 추정. 지금까지 벤딩을 하는 모습이 나오지 않았다.
텐진과 페마의 두 번째 아들. 네번째 자식이다.
평등주의자들이 공기의 사원 섬을 공격하던 중에 태어났다.
- 카타라(Katara)

85세(88세)/여
워터 밴더
한국 성우 - 정미숙 북미 성우 - 에바 마리 세인트
자신의 남편, 죽은 아앙을 많이 그리워한다.
전작 아앙의 전설 이후 많이 늙었다. 코라의 전설에서는 1기부터 4기까지 꾸준히 등장한다. 4기에서 하체마비가 된 코라가 다시 움직일 수 있도록 도와준다.
공화국 도시에서 블러드 밴딩을 금지시켰다.
최고의 워터밴더이자 치료사이다. 코라에게 워터밴딩와 치료술을 가르쳤다.
아앙과 결혼해서 워터밴더 카야, 비 밴더 부미, 그리고 에어밴더 텐진 삼남매를 낳았다.
카야는 카타라의 어머니의 이름인 '카야'에서 따온 듯 하고, 부미는 아앙의 친구이자 오마슈의 왕이 었던 '부미'에서 따온 듯 하다.
- 탈록(Tarrlok)

37세/남
워터 밴더, 블러드 밴더
한국 성우 - 이상범 북미 성우 - 디 브래들리 베이커
워터밴더이다. 공화국 도시의 북쪽 물의 부족 대표로, 사실 그의 정체는 범죄자 야콘의 아들이자 블러드밴더이다.
보름달이 아니어도 블러드 밴딩을 할 수 있다.
평등주의자들을 막기위해 창설한 기동부대의 책임자이다.
자신의 정체가 드러나자 코라를 납치한다.
후에 아몬과 함께 자살한다.
└여담이지만 이름은 '탈락'에서 따왔다고 한다.
- 히로시 사토(Hiroshi Sato)

50세(53세)/남
비 벤더
한국 성우 - 이종혁 북미 성우 - 대니얼 대 킴
공화국 도시 최고 기업인 사토모빌의 회장이자 아사미의 아버지이다.
자신의 딸의 부탁으로 참가비가 없어 챔피언쉽 토너먼트에서 실격할 위기에 놓였던 파이어 페릿팀의 스폰서를 자처하며 파이어 페릿팀에게 경제적 지원을 아끼지 않는 자애로운 아버지 같았으나 그의 내면에는 파이어 밴더들에게서 자신의 아내를 잃은 과거를 생각하며 밴더들에게 복수의 칼을 갈며 때를 기다린다.
평등주의자 단체에 합류, 지원하였으나 후에 체포된다.
이후 시즌 4에서 아사미와의 관계가 조금씩 회복되며 나중에는 그의 희생으로 쿠비라를 막을 수 있게 된다.
- 야콘(Yakone)

남
워터 밴더, 블러드 밴더
북미 성우 - 클랜시 브라운
워터밴더이자 블러드밴더이다. 보름달이 뜨지 않더라도 블러드밴딩을 할 수 있다. 아앙의 시대때 공화국에서 블러드밴딩으로 범죄를 저지르던 악질 흉악범이었다. 아앙에게 밴딩능력을 빼앗긴 후 얼굴을 바꾼 후 북극 물의 부족으로 도망친 후 정착하여 아들인 노아탁과 탈록에게 블러드밴딩을 가르치며 아바타에 대한 복수를 가르친다.
- 아몬(Amon)

40세/남
한국 성우 - 성완경 북미 성우 - 스티븐 블룸
워터 밴더, 블러드 밴더(평등주의자의 리더라서 비 밴더인 척 한다)
벤더를 몰아내고자 하는 평등주의자(안티 벤더) 단체의 리더. 그러나 그의 정체는 야콘의 아들이자 탈록의 형인 노아탁이다. 얼굴에 가면을 쓰고 다닌다.
은밀하고 민첩한 행동력을 보이며 어떤 상황에서도 겁먹지 않는 대담함을 지녔으며 벤딩 능력을 없앨 수 있다.
그의 최종 목표는 벤더들의 세상을 파괴하는 것이다.
결국 팀 아바타에 의해 그가 밴더임이 밝혀지고 평등주의자 단체는 해산된다.
탈록과 함께 사망한다.
- 노아탁(Noatak)

40세/남
한국 성우 - 성완경 북미 성우 - 스티븐 블룸
야콘의 아들로, 탈록의 형이다. 어릴때는 활발한 성격이었지만 블러드 밴딩을 배우면서 성격이 차가워졌다. 야콘처럼 정신력 블러드밴딩을 마스터했으며 보름달이 아니어도 블러드 밴딩을 할 수 있다. 탈록이 8살때 야콘의 복수를 이루어 주는 것을 거부하고 가족을 놔두고 도망쳤다. 후에 공화국 도시에서 아몬이라는 이름으로 평등주의자들을 이끈다.
- 부관(Lieutenant)

남
비 밴더
북미 성우 - 랜스 핸드릭슨
아몬의 부관으로 진짜 이름은 밝혀지지 않았다.공화국 도시 평등주의자들의 행동대장이다.
아몬의 측근으로 그대신에 전기봉을 휘두르면서 팀아바타와 싸우며 갖은 고초를 겪지만 언제나 다시 일어나 덤벼드는 무한 맷집의 소유자이다.
- 타노

울프 뱃츠 팀의 워터밴더 포지션을 맡고있는 프로밴딩 선수이다. 성격이 더러우며 심판 매수등 온 갖 더러운 술수로 3년 동안 프로벤딩 챔피언 자리를 차지해왔다. 아몬에게 밴딩능력을 빼앗기게 된다.
시즌 4에서 잠깐 등장하는데 우 왕자가 공화국 시민들에게 대피명령을 내리는 방송 장면 중 여자들과 국수나 먹고 있는 모습으로 나온다. 그리고 베릭의 결혼식에서는 음악을 연주하는 모습으로 나온다.
- 하숙

파이어 페릿츠팀의 워터밴더 포지션의 프로밴딩선수이다. 실력이 볼린과 마코보다 못해 팀에 민폐만 끼치다가 마코의 잔소리에 화가 나 경기날 참석하지 않는다. 이 일을 계기로 코라가 파이어 페릿츠팀의 워터밴더가 된다. 여담이지만 '하숙'에서 따왔다고 한다.
- 카야(Kya)

워터밴더
아앙과 카타라 사이에서 태어난 딸로 성격이 정말 좋다. 뛰어난 벤딩능력을 가지고있고 카타라와 같이 치료능력이 있다. 홍련교의 우두머리(자히르)와 공기의사원에서 싸운적이 있다.
- 부미(Bumi)

비벤더(시즌 3부터는 에어 벤더가 된다.)
이름은 아앙이 친구였던 오마슈의 왕 부미에게서 따온 듯 하다
아앙의 자손 3남매 중에서 유일한 비밴더. 연합군의 사령관이었으나 은퇴한듯. 시즌 3에서 시즌 2에서 발생한 조화의 집중으로 에어밴딩 능력을 획득했다. 하지만 위협을 받는 순간에만 발현되는 수준으로 터득한 벤딩을 자유자재로 구사하지는 못한다. 붐주(부미 주니어)라고 하는 토끼영혼을 데리고 다닌다.
이후 재건된 유목민 부족과 에어밴딩 훈련을 받으며 자유로운 밴딩능력을 터득했다.
- 라바(Raava)

빛의 정령. 여자인듯. 아주 먼 옛날부터 어둠의 정령 바투가 자유로워지지 않게 끊임없이 바투를 잡고 있었으나 그 사실을 모른 완이 바투를 풀어주었다. 완이 바투를 붙잡는데 도움을 주기 위해 그와 함께 동행한다. 조화의 집중때 완과 완전히 결속되고 완과 함께 바투를 시간의 나무 속에 봉인한다. 완이 죽자 다른 인간의 몸에 들어가며 아바타의 순환을 계속 이어나간다. 코라의 전설 시즌 2에서 우나락이 코라의 몸에서 라바를 꺼내 없애고 코라는 선대 아바타들과의 연결이 끊어지지만 코라가 다시 바투의 몸에서 라바를 꺼내어 다시 되살아난다. 바투와의 싸움이 끝나고 다시 코라와 합체되어 코라부터 새로운 아바타의 순환이 시작되었다.
- 바투(Vaatu)

어둠의 정령. 남자인듯하다. 아주 먼 옛날부터 빛의 정령 라바에게 잡혀있었으나 완이 풀어주었다. 그 후 라바와 완에 의해 시간의 나무속에 봉인되었다. 만년이 흐르고 코라의 삼촌 우나락이 다시 한 번 바투를 풀어주고 그와 합체가 되어 우나바투가 된다. 하지만 코라가 바투의 몸에서 라바를 꺼내고 바투를 없앤다. 그러나 바투와 라바는 한쪽이 없으면 나머지 한쪽도 존재할 수 없는 관계이기에 어디선가 다시 생겨날 가능성이 있다.
- 아바타 완(Wan)

최초의 아바타. 정의로운 성격으로 불의 사자거북도시에서 살았으나 잘못을 저지르고 쫓겨난다. 그러나 도시에서 벗어나 살아가려면 파이어 밴딩이 꼭 필요하다고 사자거북에게 부탁하여 벤딩능력은 그대로 가지고 도시에서 쫓겨난다. 쫓겨난 완은 영혼들과 함께 살며 파이어 밴딩을 이용해 영혼들을 지켜주고 영혼들의 사는 방식을 배우게 된다. 이때 용의 도움을 받아 효과적인 파이어 밴딩 방법과 동작을 정립한다.(그 동작이 바로 아앙의 전설에서 나왔던 춤추는 용이다.) 후에 영혼들을 떠나 방황하다가 바투를 잡아두는 빛의정령 라바와 탈출하려는 어둠의 정령 바투가 싸우는 모습을 보게 되고 바투를 풀어주게 된다. 라바로부터 라바와 바투가 싸운 이유를 알게 되자 다시 바투를 잡는일을 돕겠다고 다짐. 라바와 동행한다.(사실은 바투가 탈출한 이후 약해진 라바가 완과 동행한 것.) 바투를 잡기 위해 파이어 밴딩만으로는 안된다는 것을 깨닫고 다른 사자거북의 도시에 가서 나머지 3개의 밴딩능력을 모두 받아온다. 조화의 집중때 라바와 완전히 결속되어 아바타 상태가 되고 바투를 시간의 나무 속에 봉인한다. 그리고 영혼 포탈 중 한쪽의 결계를 닫는다. 여생을 평화를 유지하려는데 다 바치지만 끝내 실패하고 죽는다.
- 우나락(Unalaq)

남
워터밴더
코라의 삼촌으로 북쪽 물의 부족 족장. 시즌 2의 메인 악역이다. 워터밴딩으로 영혼을 사라지게 할 수 있다. 초반에는 코라의 새로운 스승을 자처하며 인자한 삼촌의 모습을 보였으나 그의 지시대로 코라가 남쪽 물의 부족에 있는 영혼포탈을 열면서부터 본색을 드러낸다. 남쪽 물의 부족을 무력으로 점령하고 남북전쟁을 일으켰으며 재판을 조작해 코라의 아버지 톤락을 사형시키려 하는 등 악행이 말이 아니었으며 그의 진짜 속셈은 어둠의 정령 바투와 합쳐저 다크아바타가 되어 세계를 지배하려는 것이었다. 결국 조화의 집중 때 바투와 합해져 다크 아바타가 되고 코라의 몸안에서 라바를 꺼내 없애버린다. 마지막에는 코라가 워터밴딩으로 우나락을 사라지게 한다.
- 베릭(Varrik)

남
비밴더
시즌 2부터 등장하는 베릭산업의 CEO. 풀 네임은 이그니스 블랙스톤 베릭. 남쪽 물의 부족 출신으로 항상 주리라는 비서를 데리고 다닌다. 볼린과 함께 개그 콤비를 이룬다. 괴짜같은 성격에다 약간 매드사이언티스트 분위기도 나고 주리가 없으면 아무것도 못하는 모습을 보이지만 기계에 대한 지식이 풍부하다.
시즌 2 초반에는 볼린을 슈퍼스타로 만들어 주고 망할 위기에 처한 아사미의 회사를 도와주는 등 착한 모습을 보였으나 알고보니 아사미의 회사를 집어삼키려 했으며 마코에게 테러리스트 누명을 씌우는 등의 악행으로 결국 감옥에 갖혔다. 그러나 감옥에서도 잘 사는 모습을 보여준다.(감옥이 완전 호화시설이다.)
시즌 3에서 탈옥하여 수 베이퐁의 도시 자오푸에서 잠깐 등장한다. 시즌 4에서는 처음에는 쿠비라와 협력하는 사이었다. 우나바투가 정령의 힘으로 에너지 빔을 쏘는 모습에서 영감을 얻고 청정에너지 개발을 위해 정령 에너지 덩굴을 이용해 엄청난 에너지를 내는데 성공하지만 그것을 무기로 개발하려는 쿠비라에게서 도망친다. 일말의 양심과 과학자로서의 책임감은 있는 사람. 입담이 상당히 좋으며 개그 캐릭터. 후에 비서 주 리와 결혼한다.
참고로 시즌 2에서 영화(작중에서는 무버,mover라고 부른다)를 최초로 발명, 볼린을 주인공으로 내세워 '넉탁:남부의 영웅'이라는 영화를 만들어 큰 성공을 거둔다.
- 주 리(Zhu Li)

여
비밴더
풀 네임은 주 리 문. 베릭의 비서. 항상 베릭을 따라다니며 그가 저지른 일들의 뒤처리를 담당한다. 베릭이 명령하는 것은 아무리 터무니 없는 요구라 하더라도 거의 항상 실행한다.(한번은 주 리가 베릭을 업고 엄청나게 먼 거리를 걸어간 적 있었다고 한다.) 일할때는 그의 완벽한 조수 역할을 하며 베릭이 '그것을 달라' 혹은 '그것을 해라'고 말하면 무슨뜻인지 알아듣고 금방 해낸다.
시즌 4에서 베릭을 버리고 쿠비라에게 충성을 다짐하지만 몰래 쿠비라의 무기에 쓰이는 중요 부품을 부수거나 빼놓는 등 암암리에 활약한다.결국 쿠비라에게 들켜 정령 에너지 덩굴 무기에 정통으로 맞을 뻔 하지만 때맞춰 볼린이 구해낸다. 후에 베릭과 결혼한다. 베릭이 주 리 에게 청혼할 분위기를 풍길 때 기대에 찬 표정을 짓고 결혼식에서 베릭에게 역으로 키스하는 것을 보면 베릭을 예전부터 좋아한 듯 하다.
- 에스카(Eska)

여
워터밴더
북쪽 물의 부족 출신으로, 우나락의 딸이자 코라의 사촌. 데스나와는 남매사이다. 얼핏보면 데스나와 똑같이 생겼지만 보라색 아이라인이 있고 옆으로 내려온 머리카락에 밴드같은 것을 묶은 쪽이 에스카. 코라의 전설 시즌 2에서 전작 아앙의 전설의 메이를 훌쩍 뛰어넘는 우울함과 볼린에게 집착하는 엄청난 얀데레 기질, 그리고 데스나와 함께 강력한 워터벤딩 실력을 보여준다. 우나락이 죽자 데스나와 함께 북쪽 물의 부족을 다스린다. 시즌 2 이후에는 중요한 비중을 차지하지 않는다.
- 데스나(Desna)

남
워터밴더
북쪽 물의 부족 출신으로, 우나락의 아들이자 코라와는 사촌관계. 그리고 에스카와 남매사이다. 에스카 만큼 우울하며 워터밴딩실력이 뛰어나다.
- 양배추 상인

남
비 밴더
북미 성우 - 제임스 시
70년 전 흙의 왕국 각지역을 돌아다니며 양배추 사업을 하던 양배추 상인의 후손으로 그의 유업을 받아
시대에 맞춰 자동차양배추를 개발하여 공화국 도시의 제 2 자동차 회사의 사장으로 성공한다. 하지만 히로시 사토의 계략으로 인해 회사가 압류당하고 자신마저 경찰에게 체포당함으로써 언제나 행복할 수 없는 사나이로 등극하였다.
양배추 상인의 조상은 아바타 : 아앙의 전설 편에서 아앙과 그 친구들과 엮일때마다 양배추 마차가 부서지고 양배추가 파손되는 불이익을 자주 겪은 사람이다. 아앙의 전설에서 가끔씩 나오는 "내 양배추!"대사의 주인공이다.
- 우(Wu)

남
흙의 왕국의 공식 후계자이다. 고모가 흙의 왕국 선왕이다.
약골에다 약간 모자란면이 있다. 서민들의 삶보다는 남에게 칭송받기 좋아한다. 또한 여자를 많이 밝히며 노래를 상당히 못한다.(그런데 오소리 두더지들은 우의 노래를 좋아하는 듯 하다.) 본인의 즉위식 날 쿠비라가 쿠데타를 이르킴으로 왕의 자리를 박탈당했다. 하지만 코라와 친구들의 도움으로 점차 어른스러워지며 공화국 도시의 시민들을 훌륭하게 대피시킨다. 나중에는 흙의 왕국을 군주제에서 공화제로 바꿀 계획을 세운다.
- 쿠비라(Kuvira)

여
어스 벤더 메탈 벤더
수 베이퐁이 6살에 거두어 친딸처럼 키운 수제자이자 자오푸 수비대장 출신이다. 시즌 3에서 자히르에게 당한 코라 아버지의 목숨을 구한다.
시즌 4의 메인 악역. 흙의 왕국 붕괴 이후 공화국도시의 대통령인 라이코는 텐진과 함께 첨단도시 자오푸의 수장인 수 베이퐁에게 흙의 왕국 재건을 부탁하나 수는 거절한다. 그러나 쿠비라는 수와의 의견 차이를 보이며 수의 아들인 바타르 주니어와 자오푸의 수비대 그리고 자오푸의 몇몇 부유층을 이끌고 이탈한다. 능력을 인정받은 쿠비라는 흙의 왕국 통합을 이루지만, 본인을 위대한 통합자라 칭하며 우의 즉위식날 쿠데타를 일으켜 흙의 제국을 선포하며 스스로 황제의 자리에 오른다.
- 자히르(Zaheer)

남, 홍련단의 우두머리, 에어밴더
시즌 3의 메인 악역 중 한명. 백련단과 정반대의 사상을 가지고 있는 홍련단의 우두머리로 본래 비밴더였으나 조화의 집중으로 에어밴딩을 터득한다. 우연으로 얻은 능력이지만 얻자마자 에어밴딩 마스터 급의 모습을 보이고 에어밴딩 역사상 단 한 명만 터득했던 자유롭게 날아다니는 기술 역시 터득한다. (그 한명이 아바타는 아니다.구루 라히마 라는 에어밴더다.)
시즌 3에서 패배한 이후 시즌 4에서 감금생활을 하다가 코라의 정신적 문제를 해결하는 것에 도움을 준다. 이유는 본래 홍련단은 무정부 주의에 가까운 모습이므로 모든 형태의 정부를 부인하는데 아바타와 적대관계였던 이유는 단지 아바타가 정부가 필요하다는 입장에서 그들을 방해했기 때문이다. 시즌 4에서는 코라 역시 쿠비라를 물리쳐야 한다는 목적을 가지게 되고 이는 홍련단의 무정부 주의 달성과 어느정도 부합하므로 도와준 것으로 보인다.
- 밍화(Ming-Hua)

여, 워터밴더, 홍련단원
시즌 3의 메인 악역 중 한명이다. 화산속 감옥에 갖혀있었다. 자히르처럼 홍련단원이며 두 팔이 없어 워터밴딩으로 팔을 대신한다. 마코에 의해 감전사한다. 밍화의 북미판 성우인 그레이 딜라일은 전작 아앙의 전설에서 아줄라 역을 맡은 성우다.
- 가잔(Ghazan)

남, 어스밴더, 라바밴더, 홍련단원
시즌 3 메인 악역 중 한명이다. 나무감옥에 갖혀있었다가 탈출한다. 홍련단원이며 용암을 다룰 수 있다. 마지막에는 감옥으로 돌아가지 않겠다며 자살한다.
- 플리(P'Li)

여, 파이어밴더, 컴버스천 밴더, 홍련단원
시즌 3 메인 악역중 하나. 북극의 얼음감옥에 갖혀있었다. 홍련단원이며 자히르와는 연인관계. 아앙의 전설에 나온 불꽃괴물처럼 생각만으로 불꽃을 쏠 수 있다. 후에 불꽃을 쏘려는 순간 수 베이퐁에 의해 갑옷으로 머리가 감싸져 폭사한다.

## 공화국 도시
코라의 전설의 주요무대. 대통령은 라이코. 불의제국과의 백년전쟁 이후 아바타 아앙과 불의 제왕 주코가 세운 도시이다. 원래는 '조화 복구 운동'을 하여 불의 제국이 만든 흙의 왕국 식민지의 군사들과 불의제국 군사들, 그리고 식민지에 사는 불의제국 백성들을 모두 불의제국으로 돌려보내려고 하였다. 그러나 식민지에 사는 불의제국 사람들 중 식민지에서 태어나 식민지에서 사는 생활에 익숙해졌거나 불의제국이 식민지로 삼기 전의 마을들 대부분은 더 살기가 어려웠고 불의제국이 식민지를 삼자 더 발전되어서 돌아가고싶지 않아하는 불의제국 사람들이 더 많아서 조화 복구 운동은 실패되고 흙의 왕국 북서부 지역에 연합 공화국의 수도인 공화국 도시를 건설했다.
'프로 벤딩'이라는 경기가 아주 유명하다. 40년 전 아바타 아앙때에는 야콘, 코라가 공화국 도시에 왔을때에는 평등주의자 조직으로 인해 여러번 위기에 빠졌었다. 또한 범죄조직들도 공화국 도시에 퍼져있는 상태다.

유명한 장소로는 아앙 기념 동상(섬), 공화국 도시 공원(나중에 코라의 동상이 세워진다), 중앙광장, 프로 밴딩 경기장, 경찰 본부, 시청 등이 있다.